# Lještansko
Lještansko (en serbe cyrillique : Љештанско) est un village de Serbie situé dans la municipalité de Bajina Bašta, district de Zlatibor. Au recensement de 2011, il comptait 293 habitants.

## Démographie
| 1948 | 1953 | 1961 | 1971 | 1981 | 1991 | 2002 | 2011 |
| ---- | ---- | ---- | ---- | ---- | ---- | ---- | ---- |
| 930  | 943  | 901  | 837  | 697  | 519  | 418  | 293  |

|  |

## Personnalité
Le poète, écrivain, linguiste et académicien Milosav Tešić est né dans le village en 1947.